# Двухлинейная саламандра
Двухлинейная саламандра (лат. Eurycea bislineata) — хвостатое земноводное из семейства безлёгочных саламандр.
Общая длина достигает 6,5—12 см. Голова небольшая с немного выпуклыми глазами. Туловище стройное, хвост длинный, вытянутый. Конечности короткие. Окраска зеленовато-коричневатого или желто-коричневого цвета с золотистыми полосками по бокам.
Любит скалистые, лесистые местности, кустарники, влажные берега вдоль ручьев, болот и небольших рек, держится под камнями или упавшими деревьями. Встречается на высоте до 2000 метров над уровнем моря. Питается беспозвоночными.
С января по апрель самка откладывает под камни или у растений в воде до 30—50 яиц диаметром 2,5—3 мм. Часто в одном месте помещают свои кладки несколько самок. Личинки при появлении имеют длину около 12 мм. Они живут в водоёме 2—3 года, метаморфоз завершается при длине 6,5—7 см.
Вид распространён на северо-востоке США и юго-востоке Канады.